# الکترون حلال‌پوشیده

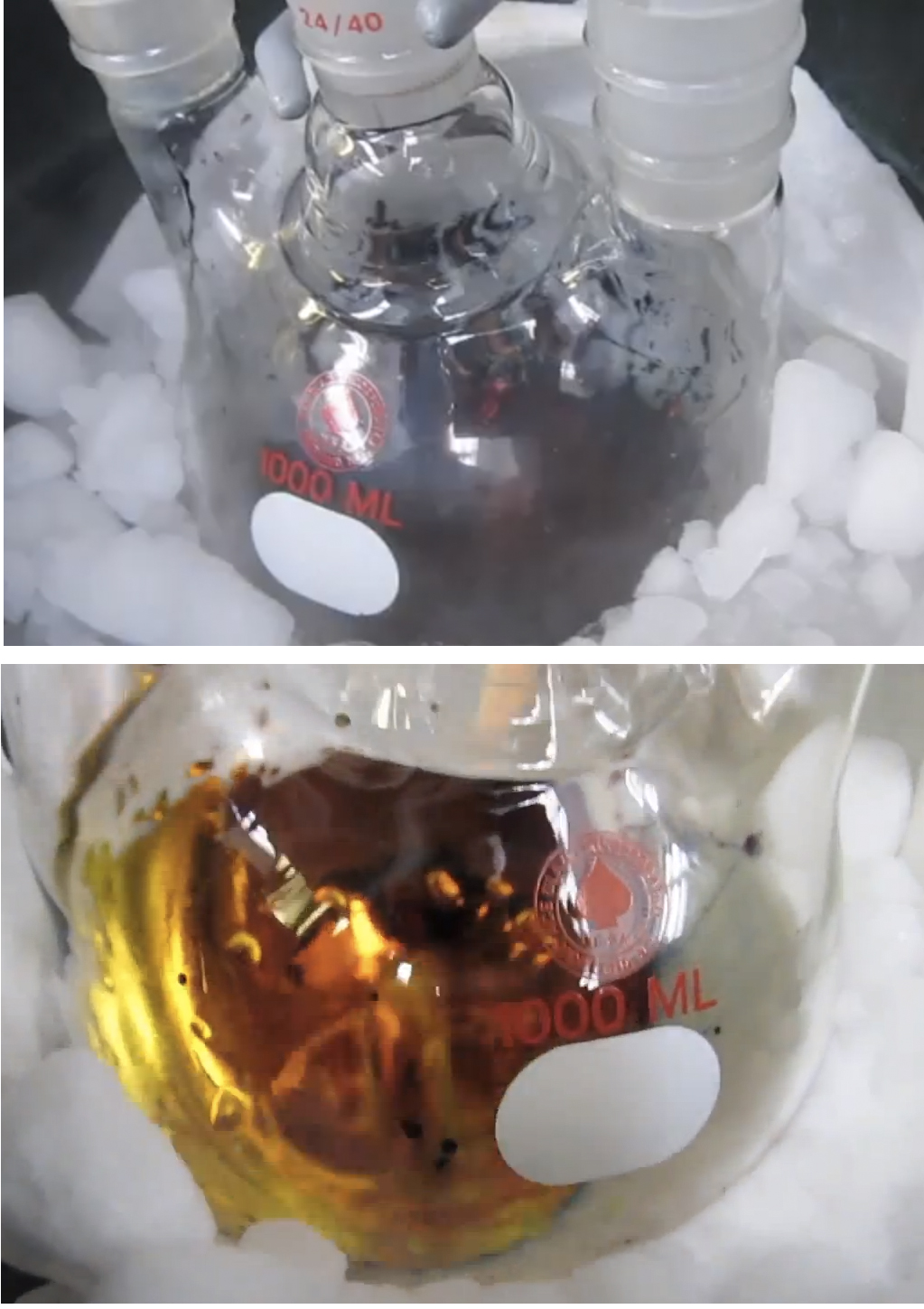
نمونه‌ای از الکترون حلال‌پوشیده؛ محلول‌هایی‌که از انحلال لیتیوم در آمونیاک مایع به‌دست می‌آیند. محلول فوق، دارای رنگ آبی تیره و محلول پایین طلایی است. رنگ‌ها به ترتیب در غلظت‌های عایق الکتریکی و فلزی، مشخصهٔ الکترون‌های حل‌شده هستند.

الکترون حلال‌پوشیده (به انگلیسی: Solvated electron) یک الکترون آزاد در (حلال‌پوشیده در) محلول است و کوچکترین آنیون ممکن است. الکترون حلال‌پوشیده به‌طور گسترده‌ای وجود دارند، اگرچه مشاهده مستقیم آنها دشوار است زیرا طول عمر آنها بسیار کوتاه است. رنگ تیرهٔ محلول‌های فلزات قلیایی در آمونیاک مایع از حضور الکترون حلال‌پوشیده ناشی می‌شود: آبی زمانی که رقیق شده و مسی زمانی که غلظت بیشتری دارد (> ۳ مولار). به‌طور کلاسیک، بحث در مورد الکترون حلال‌پوشیده بر محلول‌های آن‌ها در آمونیاک متمرکز است، که برای روزها پایدار هستند، اما الکترون‌های حلال‌پوشیده در آب و سایر حلال‌ها نیز وجود دارند. – در واقع، در هر حلالی که واسطه انتقال الکترون به کره بیرونی باشد. انرژی آبپوشی (به انگلیسی: hydration) واقعی الکترون حلال‌پوشیده را می‌توان با استفاده از انرژی آبپوشی یک پروتون در آب همراه با داده‌های جنبشی آزمایش‌های پرتوکافت پالسی تخمین زد. الکترون حلال‌پوشیده با هیدروژن اتمی یک جفت اسید-باز تشکیل می‌دهد.